# Wolica (Liskowate)
Wolica (ukr. Волиця) – dawna bojkowska wieś w Polsce, obecnie część wsi Liskowate w województwie podkarpackim, w powiecie bieszczadzkim, w gminie Ustrzyki Dolne. Według TERYT jest to część wsi Liskowate, mimo że leży dużej bliżej wsi Krościenko.
Do 1934 stanowiła gminę jednostkową w powiecie dobromilskim, za II RP w woј. lwowskim. W 1934 w nowo utworzonej zbiorowej gminie Krościenko. Tam utworzyła gromadę Wolica składającą się z miejscowości Wolica i Młyny.
Podczas II wojny światowej w gminie Krościenko w powiecie Przemysl w dystrykcie krakowskim (Generalne Gubernatorstwo). Liczyła wtedy 240 mieszkańców.
Po wojnie weszła w struktury administracyjne Związku Radzieckiego (rejon chyrowski). W 1951 mieszkańcy zostali wywiezieni w związku ze zbliżającym się wyegzekwowaniem umowy o zamianie granic. Odtąd ponownie w Polsce, w powiecie ustrzyckim. 29 września 1952 weszła w skład reaktywowanej gminie Krościenko, którą podzielona na dwie gromady, Krościenko i Liskowate. Wolica weszła w skład gromady Krościenko (2826 ha) jako przysiółek Krościenka. Obecnie należy do wsi Liskowate.
Po Wolicy zachowała się drewniana cerkiew z XVIII wieku.